# Martin Sladký
Martin Sladký (Domažlice, 1º marzo 1992) è un calciatore ceco, difensore del Gmünd.

## Palmarès

### Club

#### Competizioni nazionali
- Campionato ceco: 1

Viktoria Plzeň: 2010-2011
- Supercoppa della Repubblica Ceca: 1

Viktoria Plzeň: 2011